# Augenring
Ein Augenring ist ein auffällig gefärbter Ring um das Auge von Vögeln, Beutelratten, Beutelmäusen und Feuchtnasenprimaten. Im engeren Sinne ist damit eine befiederte Partie um das Auge gemeint wie beispielsweise bei Brillenvögeln (Zosteropidae) oder den amerikanischen Tyrannen der Gattung Empidonax. Bei einem farbigen, unbefiederten Ring um das Auge spricht man von einem Lidring oder Orbitalring (von Orbita = Augenhöhle).
Beide Formen können wichtige Bestimmungsmerkmale sein. Bei manchen Artengruppen sind die Orbitalringe unterschiedlich farbig wie beispielsweise bei Großmöwen der Gattung Larus. Befiederte Augenringe können vollständig oder an einer oder mehreren Stellen unterbrochen sein. Man spricht dann beispielsweise von einem „Halbring“ oder „Lidern“.

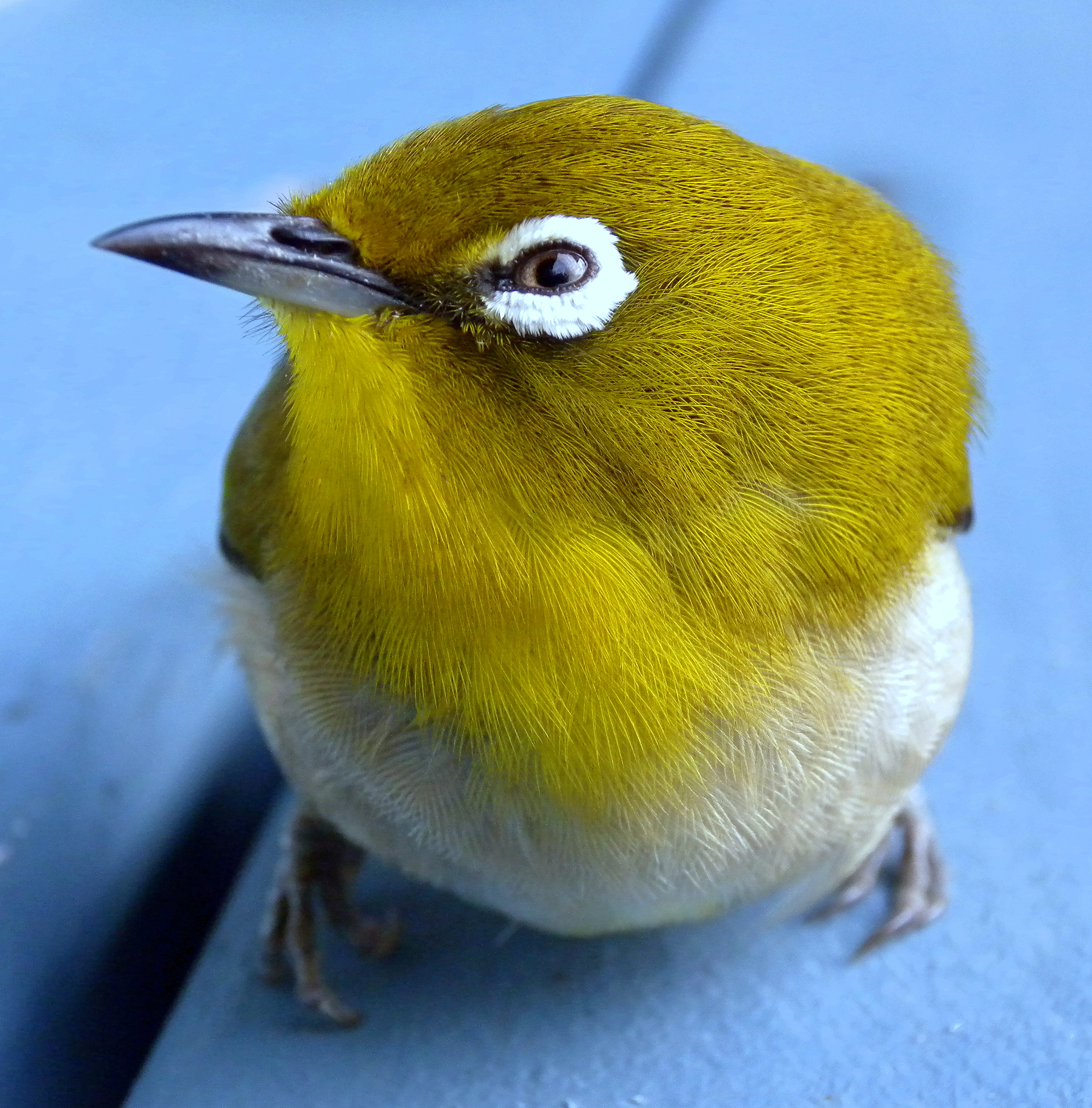
Weißer, befiederter Augenring bei einem Japanbrillenvogel
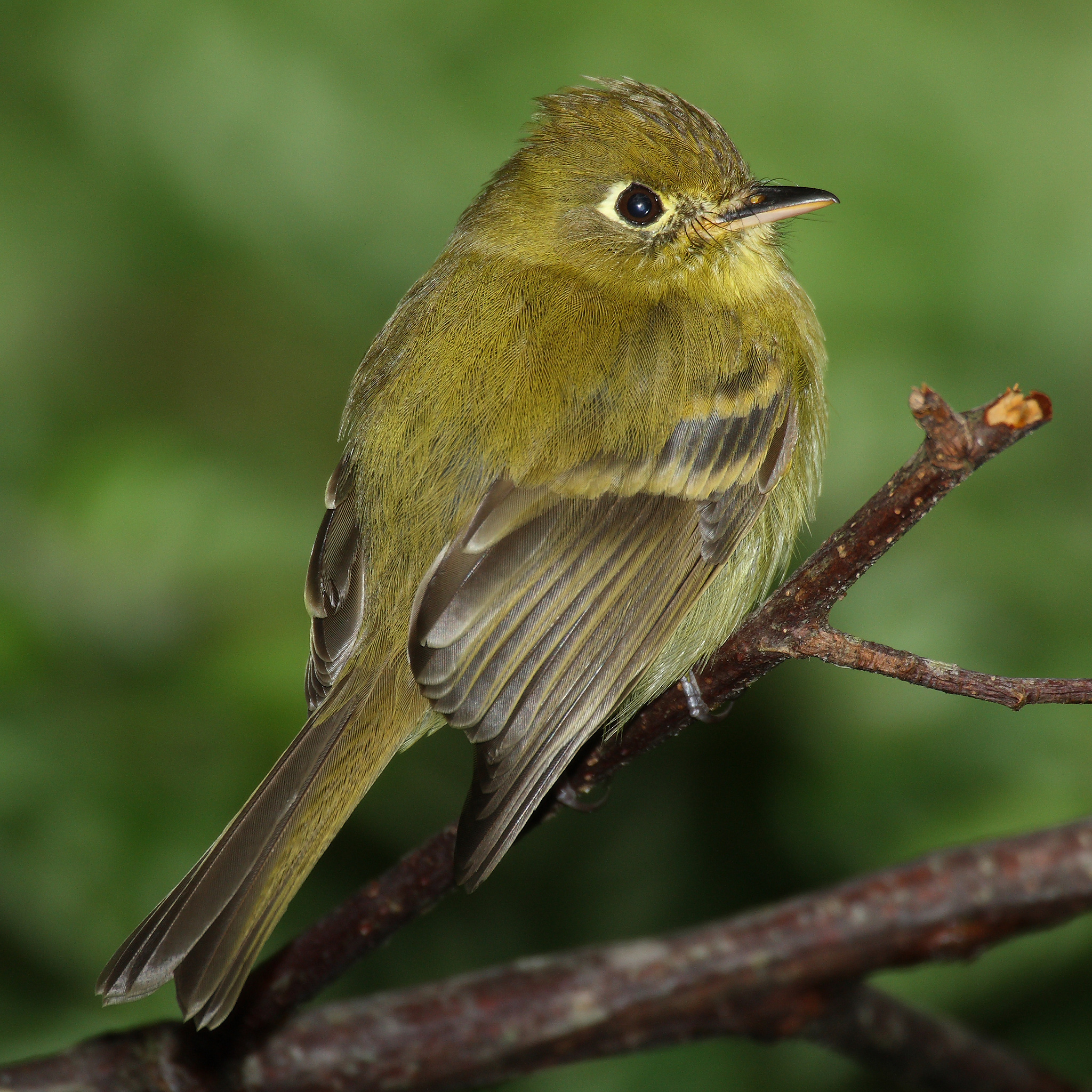
Gilbufertyrann mit gelblichem Augenring
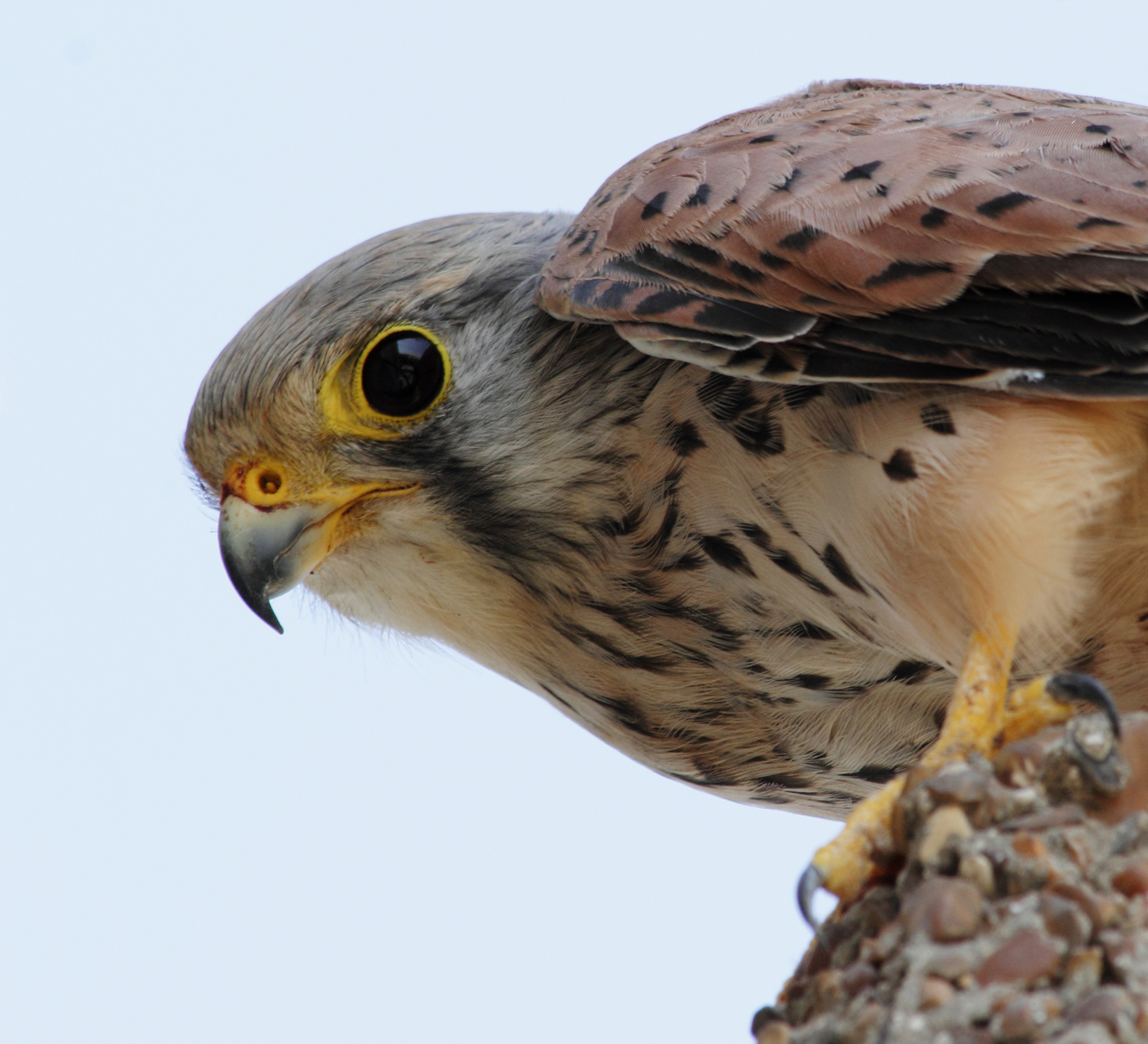
Unbefiederter Lidring bei einem Turmfalken
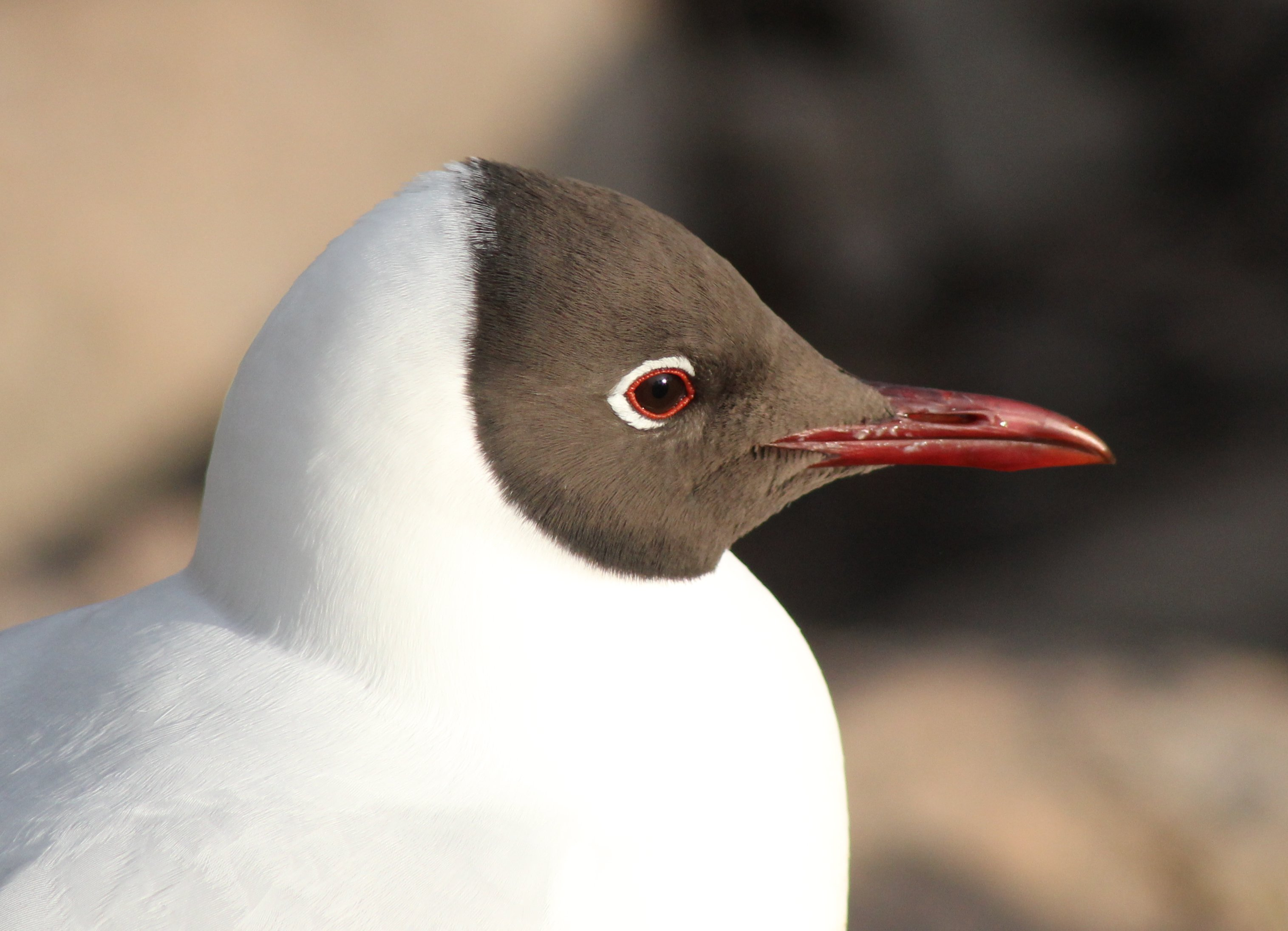
Weißer Halbring und roter Orbitalring um das Auge einer Lachmöwe
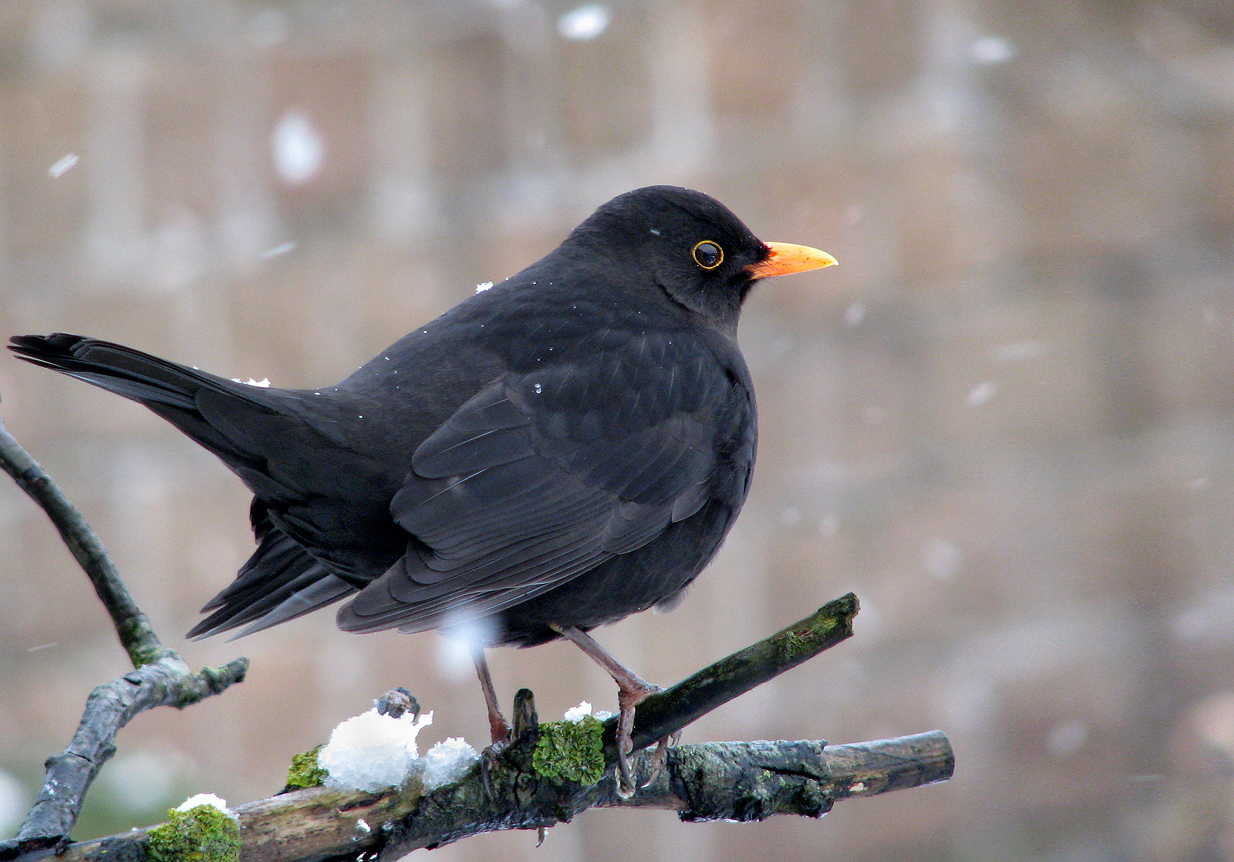
Amsel mit deutlich gelbem Augenring.
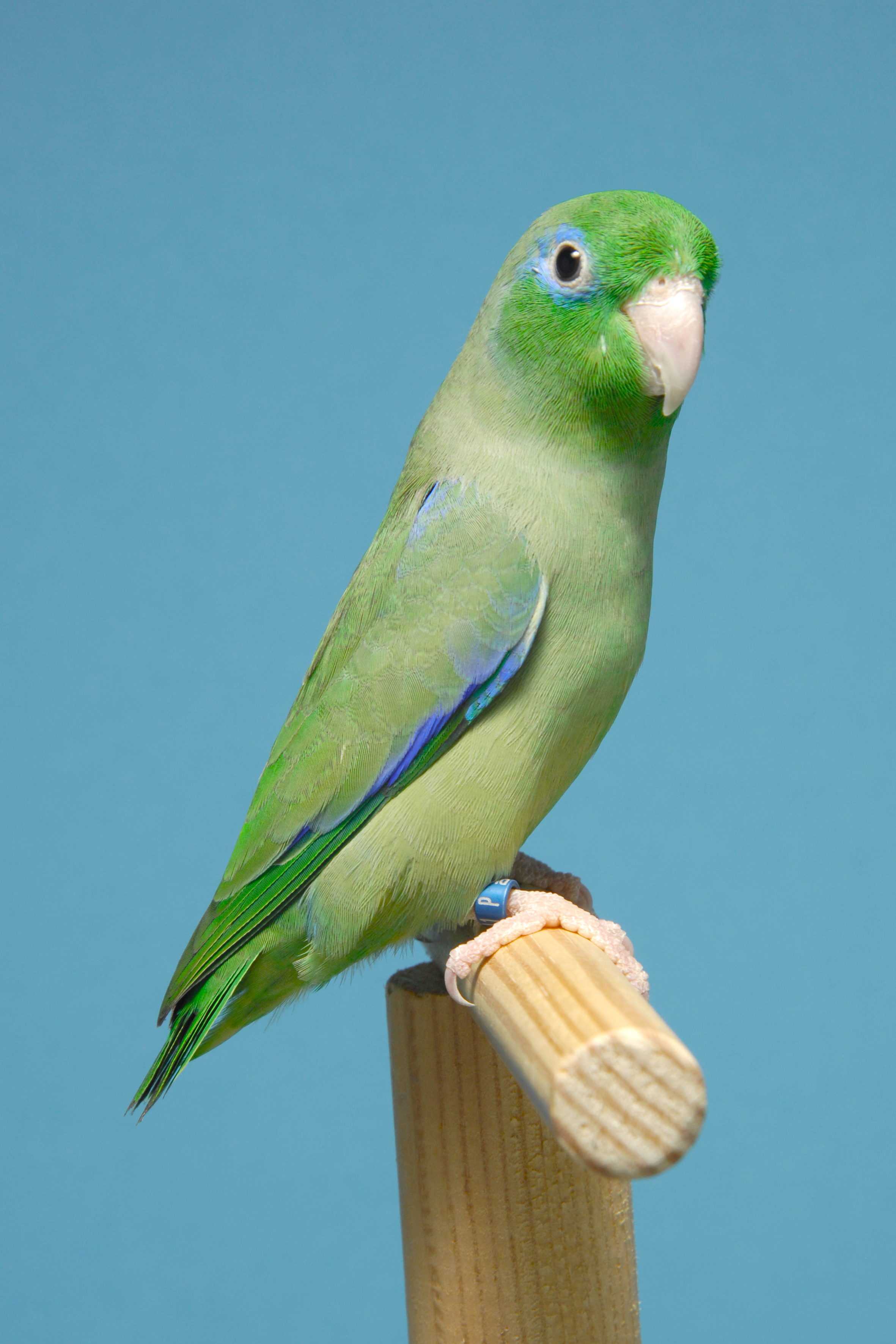
Brillensperlingspapagei mit deutlich weiß-blauen Augenring.

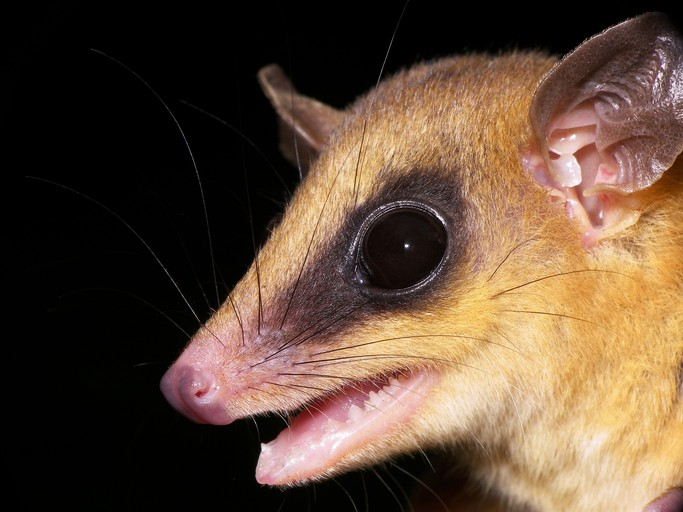
Zur Schnauzenspitze verlängerter Augenring bei Robinsons Zwergbeutelratte
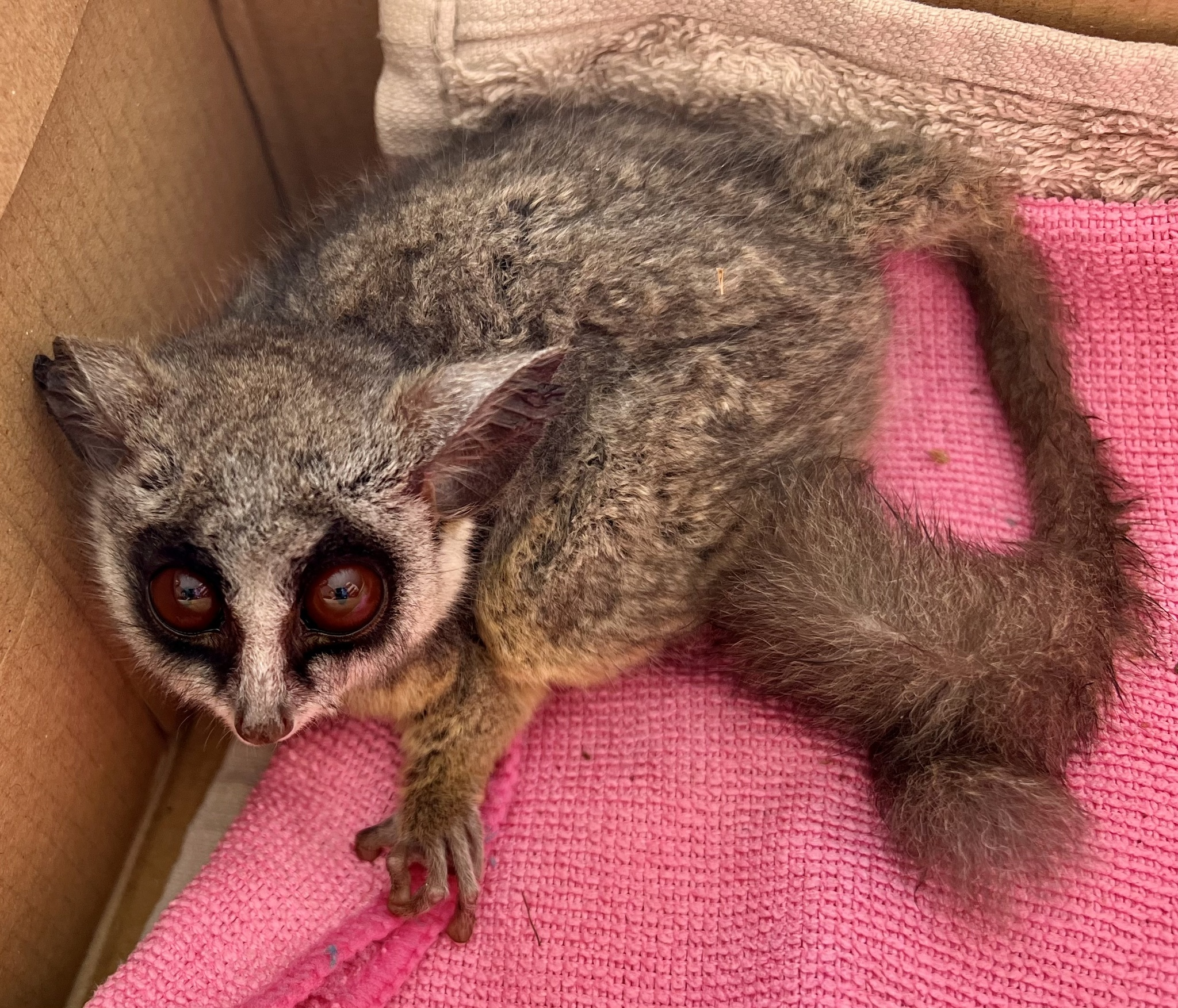
Augenringe beim Moholi-Galago